# Berthella
Berthella is een geslacht van weekdieren uit de klasse van de Gastropoda (slakken).

## Soorten
- Berthella africana (Pruvot-Fol, 1953)
- Berthella agassizii (MacFarland, 1909)
- Berthella americana (A. E. Verrill, 1885)
- Berthella aquitaniensis Valdés & Lozouet, 2000 †
- Berthella arctata Pacaud, 2015 †
- Berthella ateles Valdés & Lozouet, 2000 †
- Berthella aurantiaca (Risso, 1818)
- Berthella caledonica (Risbec, 1928)
- Berthella californica (Dall, 1900)
- Berthella elongata (Cantraine, 1835)
- Berthella grovesi Hermosillo & Valdés, 2008
- Berthella jodiae Pacaud, 2015 †
- Berthella lowei (Watson, 1897)
- Berthella martensi (Pilsbry, 1896)
- Berthella medietas Burn, 1962
- Berthella ocellata (Delle Chiaje, 1830)
- Berthella ornata (Cheeseman, 1878)
- Berthella patagonica (d'Orbigny, 1835)
- Berthella pellucida (Pease, 1860)
- Berthella platei (Bergh, 1898)
- Berthella plumula (Montagu, 1803)
- Berthella pristina Pacaud, 2015 †
- Berthella punctata Alvim & Pimenta, 2015
- Berthella schroedli Araya & Valdés, 2016
- Berthella serenitas (Burn, 1962)
- Berthella sideralis Lovén, 1846
- Berthella spatula Ortea, Moro & Caballer, 2014
- Berthella stellata (Risso, 1826)
- Berthella strongi (MacFarland, 1966)
- Berthella tamiu Ev. Marcus, 1984